# Station Gilly-Sart-Culpart
Station Gilly-Sart-Culpart was een spoorwegstation langs spoorlijn 119 in de deelgemeente Gilly van de Belgische stad Charleroi.
0,0: Châtelet ·
2,9: Gilly-Sart-Allet ·
3,7: Gilly-Sart-Culpart ·
7,1: Hamendes ·
9,0: Houbois ·
10,1: Jumet-Brûlotte ·
10,9: Malavée ·
11,8: Chef-Lieu ·
12,9: La Carosse ·
13,9: Gosselies ·
15,4: Thiméon ·
17,4: Viesville ·
21,0: Luttre